# Киевский национальный лингвистический университет
Киевский национальный лингвистический университет (КНЛУ) (укр. Київський національний лінгвістичний університет) (в просторечии иняз) — высшее учебное заведение Украины. Основан 30 марта 1948 года как Киевский государственный педагогический институт иностранных языков.
Ректор университета с декабря 1988 года и по 2009 — Г. И. Артемчук. В 2010 году новым ректором был назначен Р. В. Васько.

## История
Киевский национальный лингвистический университет является преемником Киевского государственного педагогического института иностранных языков, который был основан по приказу Министерства образования УССР № 524/69 от 30 марта 1948 года.
Постановлением № 592 Кабинета Министров Украины от 29 августа 1994 года Киевский государственный педагогический институт иностранных языков был переименован в Киевский государственный лингвистический университет
За весомый вклад в развитие национального образования и науки и общегосударственное и международное признание результатов научно-педагогической деятельности Указом Президента Украины от 07.08.2001 года № 591/2001 Киевскому государственному лингвистическому университету присвоен статус национального. За шестьдесят лет своего существования Киевский национальный лингвистический университет достиг весомых достижений в области иностранной филологии.
В 1948/49 учебном году на первый курс трёх факультетов (английского, французского и испанского языков) Киевского государственного педагогического института иностранных языков было зачислено 238 студентов, с которыми работали 19 штатных сотрудников и 11 совместителей. В 1953 году был открыт факультет немецкого языка, в 1977 — факультет русского языка для иностранных граждан, в 1983 — подготовительный факультет для иностранных граждан. В 1962 году была открыта аспирантура, а в 1992 году — докторантура.
За годы независимости Украины КНЛУ внес весомый вклад в практическую реализацию важной государственной задачи — подготовку высококвалифицированных специалистов по иностранным языкам (преподавателей и переводчиков) для обеспечения потребностей не только Украины, но и многих стран мира. По сравнению с 1990 годом контингент студентов увеличился вдвое (с 3224 студентов в 1990 году до почти 6000 студентов в 2012 году, среди которых более 400 — иностранные граждане).
В течение последнего десятилетия в университете были открыты три факультета — экономико-правовой факультет, факультет переводчиков и факультет востоковедения, а также 10 специализированных кафедр.
Университет является основателем Украинского филиала Международной ассоциации преподавателей английского языка как иностранного, поддерживает плодотворные контакты с образовательно-культурными представительствами иностранных государств на Украине (Американский Дом, Британский Совет, Институт Гёте, Французский культурный центр, Японский культурный центр). С 1993 года в университете функционирует первая кафедра ЮНЕСКО на Украине.

## Кампуса и корпуса
КНЛУ имеет 3 учебных корпуса, 4 студенческих общежития, компьютеризированную библиотеку, фонд которой насчитывает более 1 миллиона экземпляров, 10 компьютерных классов на 300 рабочих мест, современный спортивный комплекс, студенческую столовую и буфеты.

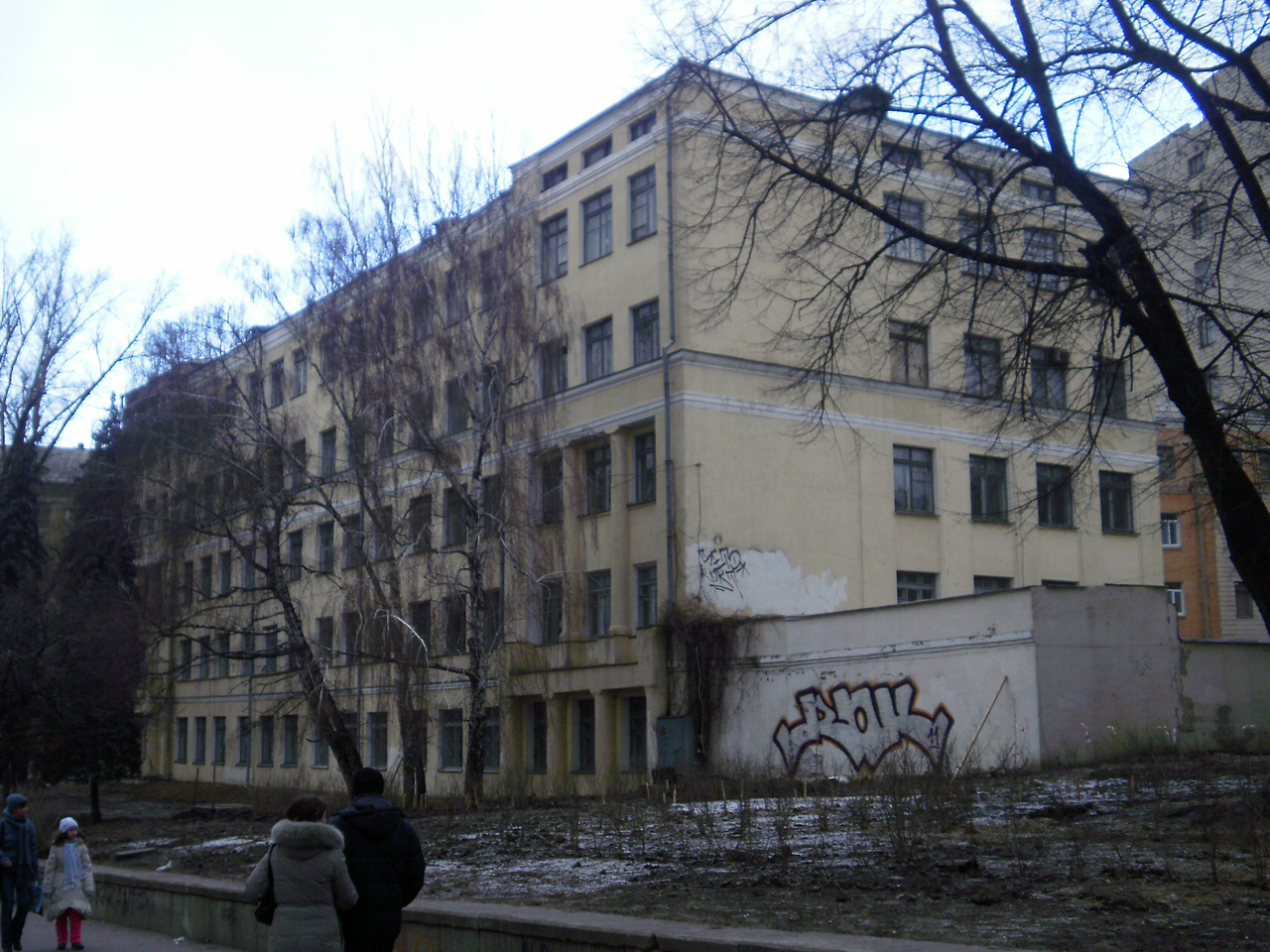
1-й корпус, фасад по улице Большой Васильковской
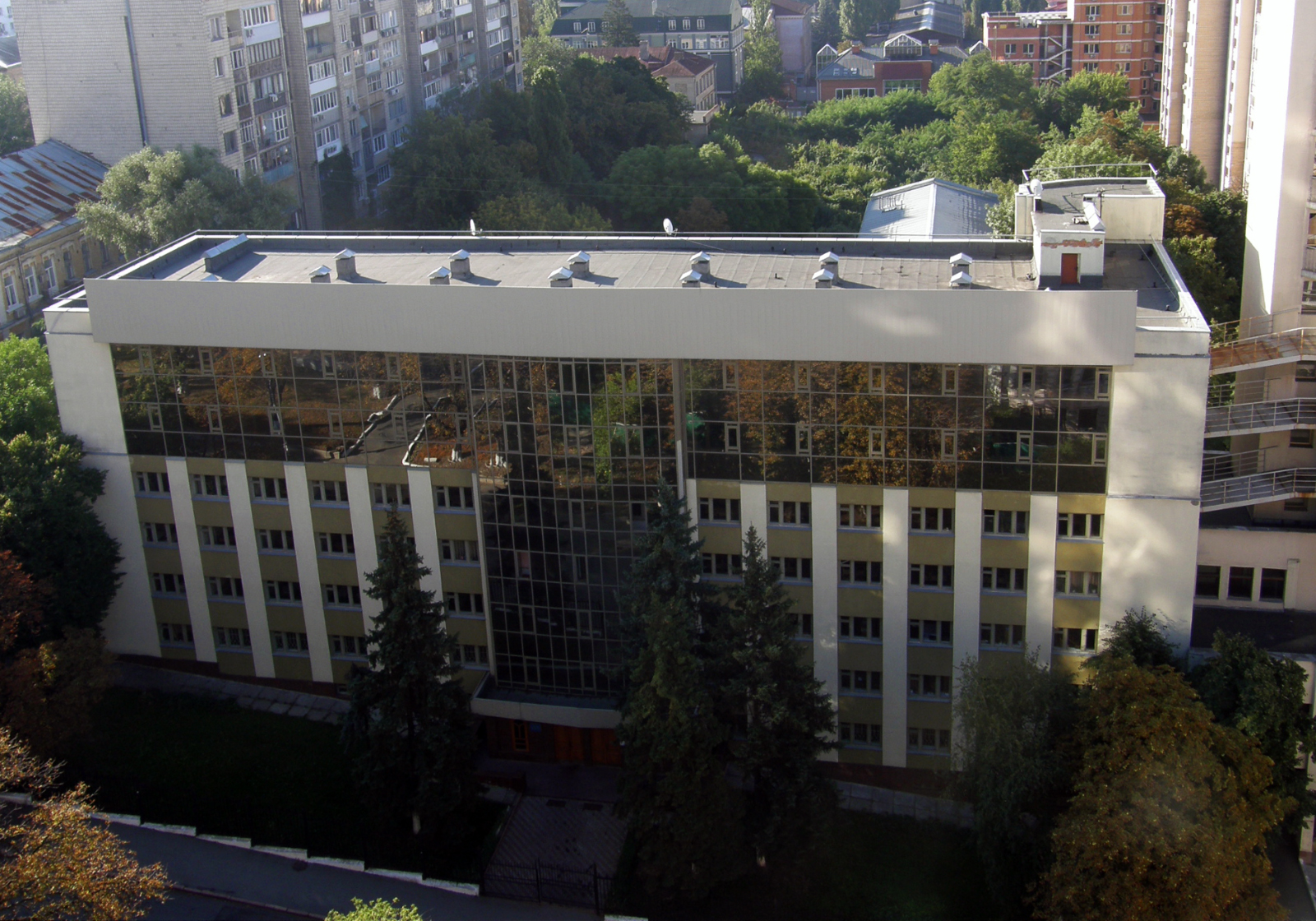
2-й корпус, улица Лабораторная
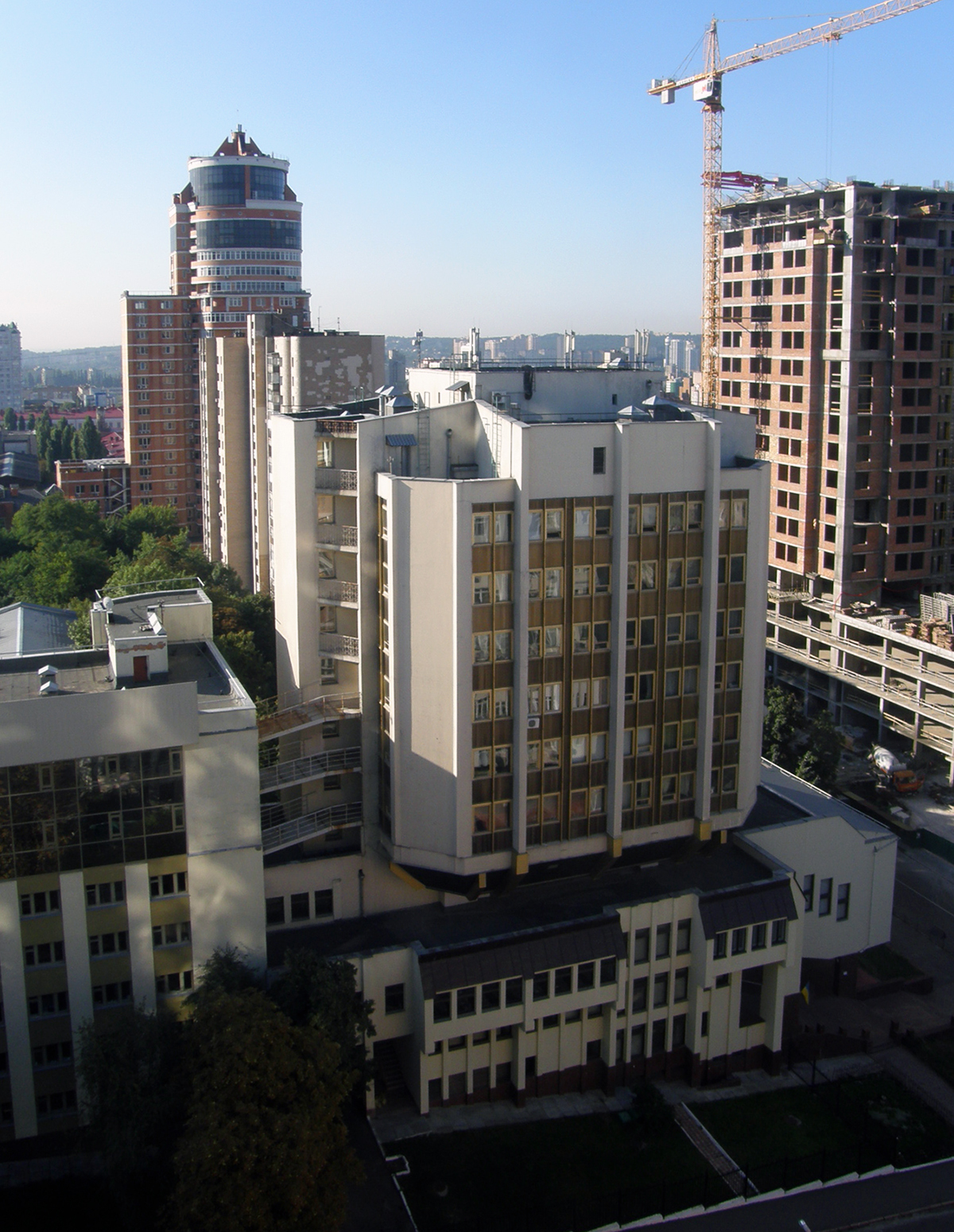
3-й корпус, улица Лабораторная

## Институты и факультеты
В состав КНЛУ входят шесть факультетов: факультет германской филологии, факультет романской филологии, факультет славянской филологии, факультет переводчиков, экономико-правовой факультет, факультет востоковедения, а также центр последипломного образования и экстерната и подготовительное отделение для иностранных граждан.
Учебный процесс в университете обеспечивает 30 кафедр, на которых работают более 850 штатных преподавателей, среди которых 56 докторов наук, 50 профессоров, 218 кандидатов наук, 132 доцента. Двенадцать преподавателей являются академиками и членами-корреспондентами отраслевых академий наук Украины. 14 преподавателям присвоены почётные звания «Заслуженный работник народного образования Украины» и «Заслуженный деятель науки и техники Украины», 2 отмечены Государственной премией.

## Специальности
КНЛУ готовит бакалавров, специалистов и магистров по следующим специальностям:
- Английский язык и литература
- Немецкий язык и литература
- Французский язык и литература
- Испанский язык и литература
- Чешский язык и литература
- Польский язык и литература
- Венгерский язык и литература
- Финский язык и литература
- Нидерландский язык и литература
- Китайский язык и литература
- Японский язык и литература
- Русский язык и литература
- Украинский язык и литература
- Психология с углублённым изучением английского и немецкого языков
- Перевод с английского
- Перевод с немецкого
- Перевод с французского
- Перевод с испанского
- Перевод с китайского
- Перевод с японского
- Перевод с корейского
- Перевод с турецкого
- Перевод с арабского
- Перевод с персидского
- Перевод с русского
- Менеджмент организаций (со знанием двух иностранных языков)
- Правоведение (со знанием двух иностранных языков)
- Прикладная лингвистика

## Почётные доктора
- Николаева София Юрьевна — почётный доктор Университета. Известный ученый в области лингводидактики, является автором около 150 научных работ. Подготовила 19 кандидатов наук, одного доктора. Награждена орденом «За заслуги» (третьей степени, 1998), многими почётными грамотами Министерства образования Украины. Присвоено почётное звание «Заслуженный работник народного образования Украины» (1992).
- Дворжецкая Маргарита Петровна — почётный доктор Университета. Подготовила 14 кандидатов наук, является автором более 110 научно-методических работ. Награждена Почётной грамотой Президиума Верховного Совета УССР (1990), медалью А. С. Макаренко (1985), дипломом Ярослава Мудрого АН ВШ Украины (1996); Почётными грамотами Министерства образования Украины.
- Скляренко Нина Константиновна — почётный доктор Университета. Подготовила 23 кандидата наук по методике преподавания иностранных языков, опубликовала примерно 100 научных работ. В 1981 году была награждена бронзовой медалью Главного комитета Выставки достижений народного хозяйства СССР, в 1984 году — медалью Республики Вьетнам, в 1996 году награждена знаком «Отличник образования Украины», в 1998 году — Почётной грамотой Министерства образования Украины.

## Всемирно известные выпускники-ученые
- Артемчук Галик Исаакович — ректор Киевского национального лингвистического университета с 26 декабря 1988 года до 10 июня 2009 года, профессор, действительный член АПН Украины. Заслуженный работник образования Украины, кавалер ордена «За заслуги II и III степени», кавалер ордена Святого Владимира, многих иностранных наград.
- Васько Роман Владимирович — ректор Киевского национального лингвистического университета с апреля 2010 года и по настоящее время, доктор филологических наук, профессор, заслуженный работник образования Украины.
- Воробьева Ольга Петровна — доктор филологических наук, профессор, заслуженный работник образования, награждена нагрудным знаком «За научные достижения».
- Валигура Ольга Романовна — доктор филологических наук, профессор, автор 90 научных публикаций.
- Бигич Оксана Борисовна — доктор педагогических наук, профессор, автор более 100 публикаций.
- Рукина Эмма Петровна — кандидат филологических наук, профессор, заслуженный работник образования Украины.
- Фесенко Валентина Ивановна — доктор филологических наук, профессор. Награждена грамотой МОН за многолетний добросовестный труд, личный вклад в подготовку высококвалифицированных специалистов, плодотворную научно-педагогическую деятельность. Является автором более 100 научных трудов.
- Кагановская Елена Марковна — доктор филологических наук, профессор, автор более 100 публикаций.
- Максименко Анатолий Петрович — доктор педагогических наук, профессор, автор более 50 публикаций.
- Гринюк Галина Аркадьевна — доктор филологических наук, профессор, заслуженный работник образования Украины.
- Данилыч Валентина Стефановна — доктор филологических наук, профессор. Награждена нагрудным знаком «София Русова».

## Известные выпускники — деятели в сфере искусства
- Ольга Горбачёва — украинская телеведущая, солистка группы "Арктика". Лауреат украинской национальной премии "Золотое перо" (2007).
- Рогоза Юрий Маркович — известный украинский поэт, писатель, сценарист, автор песен. Лауреат всесоюзных конкурсов «Песня года» в 1988—1992 годах.
- Курков Андрей Юрьевич — украинский писатель, журналист, сценарист. Единственный постсоветский писатель, чьи книги попали в топ-десятку европейских бестселлеров и были переведены на 36 языков мира.
- Кольцова Александра — украинская певица, журналист, композитор, поэт, продюсер. Участница групп «Крошка Цахес» (1997—2007) и «Крошка» (з 2007 р.).
- Шуров Дмитрий Игоревич — украинский музыкант, пианист, участник групп «Океан Эльзы», «Esthetic Education», «Земфира», «Pianобой».
- Карпа Ирена Игоревна — украинская писательница, певица, журналистка. В 1999 году награждена гран-при международного конкурса молодых писателей «Гранослов»; 2006 г. — премией «Best Ukrainian Awards-2006» (в номинации самая модная писательница).